# درون (فیلم ۲۰۲۴)
درون (به انگلیسی: Inside) یک فیلم زندان استرالیایی آماده اکران به نویسندگی و کارگردانی چارلز ویلیامز با بازی گای پیرس و کوسمو جارویس است. 

## داستان
یک زندانی مجبور به قتل منفورترین جنایتکار استرالیا می‌شود.

## تولید
گای پیرس به عنوان بازیگر اصلی در سپتامبر ۲۰۲۳ تایید شد. فیلمبرداری اصلی در ملبورن در سال ۲۰۲۳ آغاز شد، و در ۱۹ دسامبر ۲۰۲۳ به پایان رسید.